# كتة شمشير عليا
كتة شمشير عليا (بالفارسية: کته شمشیر علیا) هي قرية تقع في قسم قلندرآباد الريفي في إيران. يقدر عدد سكانها بـ 1,516 نسمة .